# Отворено првенство Ченаја у тенису 2004.
Отворено првенство Ченаја у тенису 2004 (познат и под називом Chennai Open 2004) је био тениски турнир који је припадао АТП Интернационалној серији у сезони 2004. Турнир се играо на тврдој подлози. То је било 9. издање турнира који се одржао у Ченају у Индији на СДАТ тениском стадиону од 5. јануара 2004. — 11. јануара 2004.

## Носиоци
| Држава | Играч             | Позиција1 | Носилац |
| ------ | ----------------- | --------- | ------- |
| ШПА    | Карлос Моја       | 7         | 1       |
| ТАЈ    | Парадорн Сричапан | 11        | 2       |
| ХОЛ    | Шенг Схалкен      | 18        | 3       |
| ШПА    | Томи Робредо      | 21        | 4       |
| ШПА    | Феликс Мантиља    | 22        | 5       |
| ШПА    | Рафаел Надал      | 49        | 6       |
| ШПА    | Давид Ферер       | 71        | 7       |
| САД    | Антони Дипуи      | 78        | 8       |

- 1 Позиције од 29. децембра 2003.[1]

### Други учесници
Следећи играчи су добили специјалну позивницу за учешће у појединачној конкуренцији:
- Каран Растоги
- Харш Манкад
- Пракаш Амритраж

Следећи играчи су ушли на турнир кроз квалификације:
- Ноам Окун
- Данај Удомчоке
- Џулијан Новле
- Јан Вацек

### Одустајања
- Пол-Анри Матје (друго коло)

## Носиоци у конкуренцији парова
| Држава | Играч         | Држава | Играч         | Носиоци |
| ------ | ------------- | ------ | ------------- | ------- |
| ИЗР    | Јонатан Ерлих | ИЗР    | Анди Рам      | 1       |
| АУТ    | Џулијан Новле | НЕМ    | Михаел Колман | 2       |
| АУС    | Џордан Кер    | САД    | Џим Томас     | 3       |
| ЧЕШ    | Петр Лукса    | ЧЕШ    | Давид Шкох    | 4       |

### Други учесници
Следећи играчи су добили специјалну позивницу за учешће у конкуренцији парова:
- Пракаш Амритраж/  Стефан Амритраж
- Мустафа Гоус /  Харш Манкад

## Шампиони

### Појединачно
Карлос Моја је победио  Парадорн Сричапана са 6-4, 3-6, 7–6(7–5).
- Моји је то била прва (од три) титуле у сезони и 14-та (од 20) у каријери.

### Парови
Рафаел Надал /  Томи Робредо су победили  Јонатана Ерлиха /  Андија Рама са 7–6(7–3), 4–6, 6–3.
- Надалу је то била једина титула те сезоне и друга у каријери.
- Робреду је то била једина титула те сезоне и друга у каријери.